# Віяння

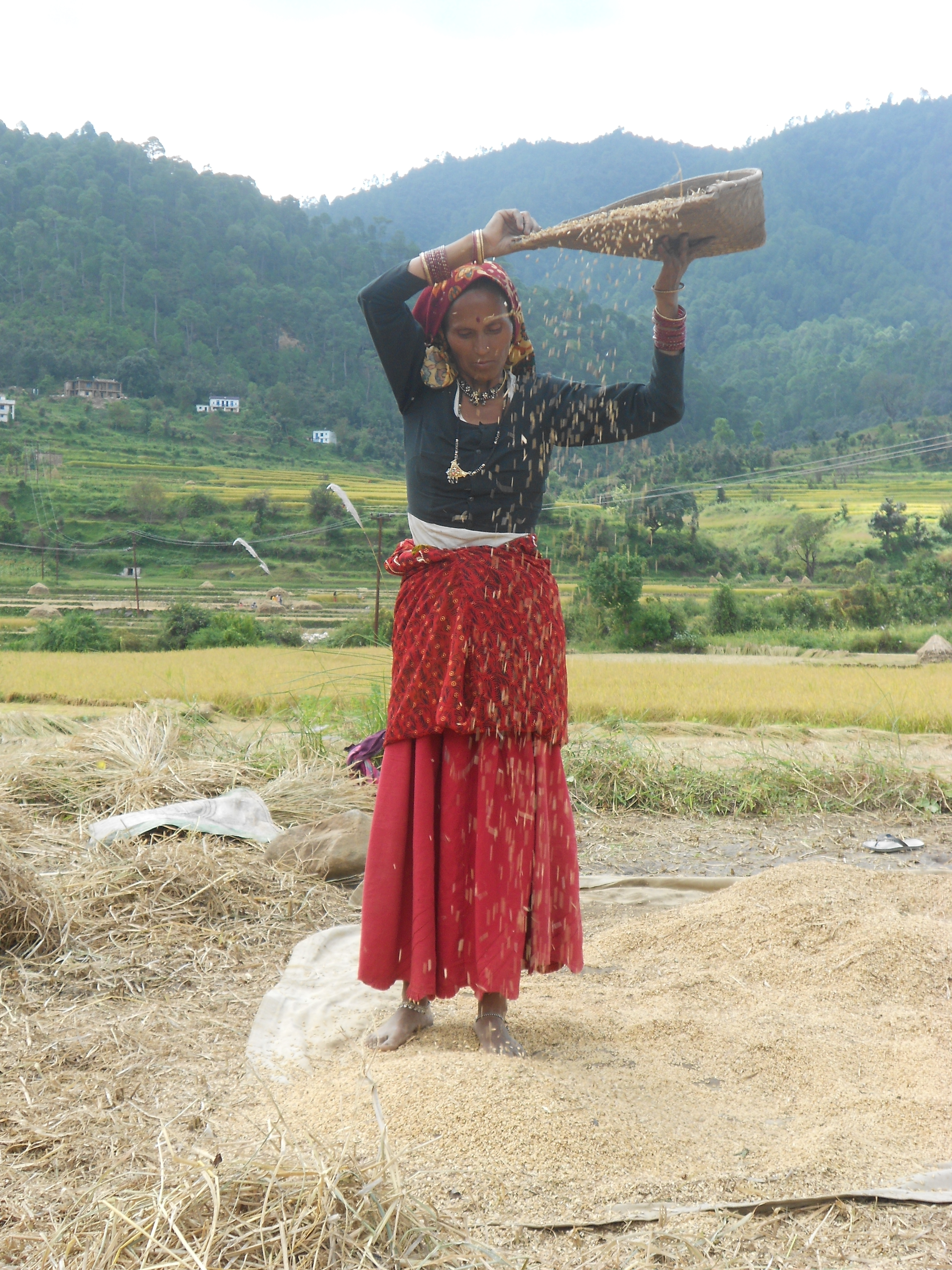
Ручне віяння рису в Індії

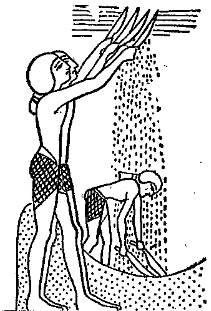
Використання спеціальних совків для віяння хліба в Давньому Єгипті.

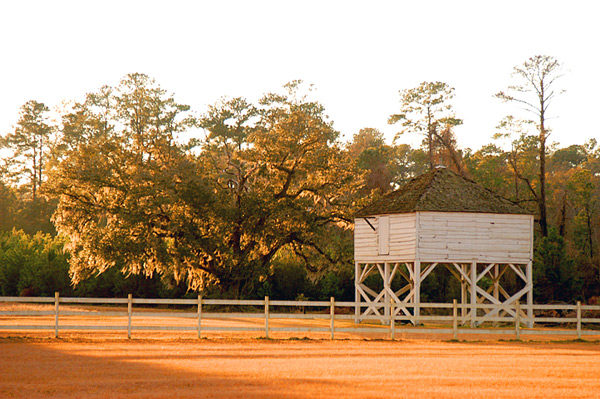
Віяльна повітка, Джорджтаун, Південна Кароліна

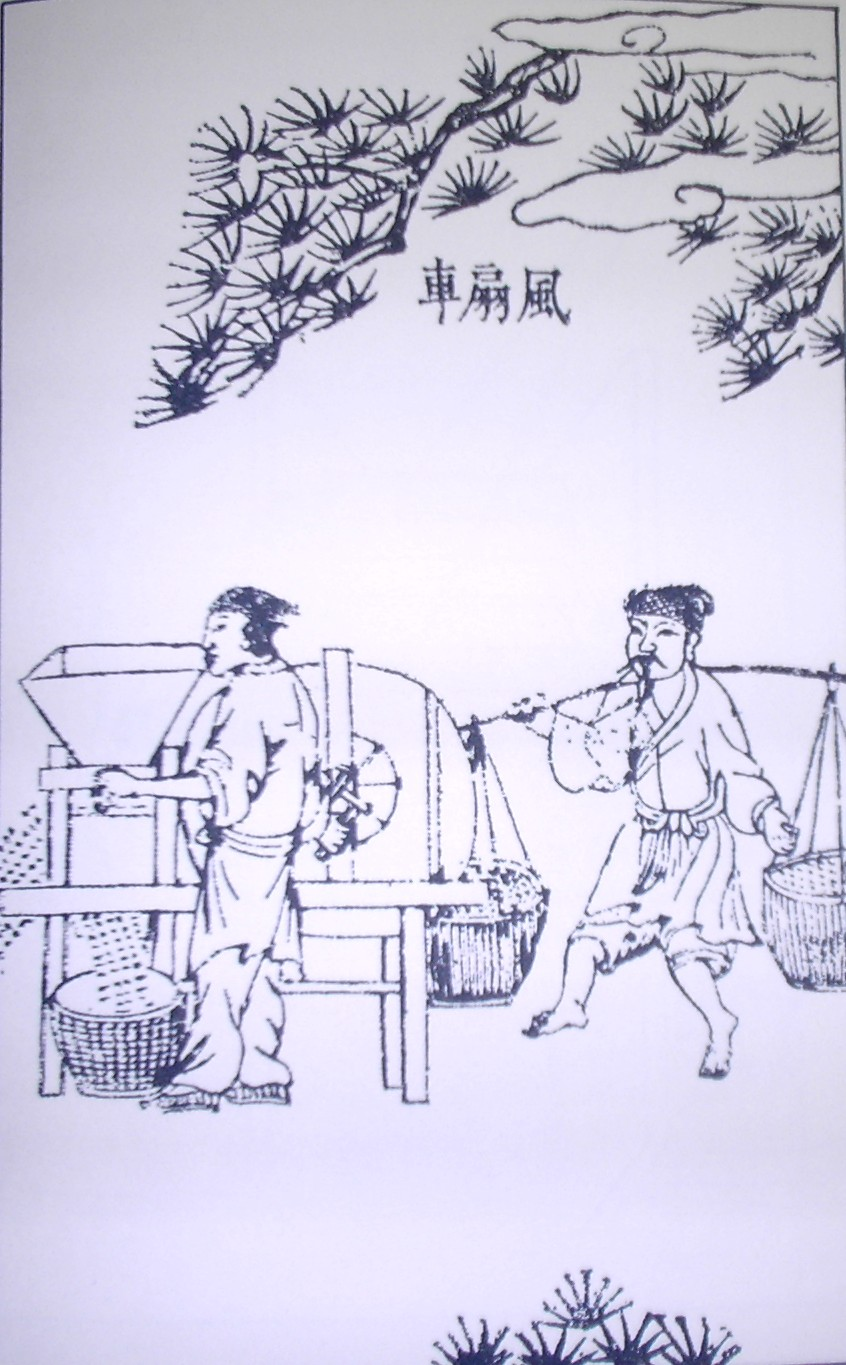
Китайська віялка з обертовим вентилятором, з енциклопедії Тяньгун Кайу, опублікованій 1637 Сун Інсіном.

Ві́яння, прові́ювання — очищання зерна від полови й сміття подувом рухомого повітря. Проводиться на току (у стодолі, на гумні) після обмолоту. Може здійснюватися як вручну, так і механічними віялками, на теперішній час провіювання зерна входить до технологічних операцій зернозбирального комбайна. Особа, що проводить віяння, називається віяльником.

## Історія
Найдавнішим способом віяння було підкидання зерна лопатою (у деяких районах України вона була відома під назвою «віячка»): купу підкидали невеликими порціями так, щоб при падінні на зерно діяв вітер, який і відносив геть легші частини купи, а краще зерно падало майже прямовисно. У напрямку руху вітру, за хорошим зерном лягало зерно легше, а найлегші частини купи, віднесені вітром, лягали смугою залежно від дедалі меншої питомої ваги. Крім лопат, можуть використовуватися для цієї мети решета, кошики та інші подібні ємності. Найгірші зернинки називаються відвійками, вони йдуть на корм худобі.

### Спроби механізації

#### Китай
У стародавньому Китаї вперше була застосована віялка з обертовим вентилятором, який створював повітряний потік для відділення полови. Про це написав у 1313 китайський першодрукар Ван Чжень у праці по сільському господарству «Нін Шу».

#### Європа
У саксонських поселеннях у Нортумберленді, таких як Джефрін (нині Їверінг), описаних Бедою, були показані реконструкції будівель по розкопках, які мали протилежні входи. У коморах ці двері призначалися для створення протягу-вітродува.
Розроблена в Китаї техніка для віяння зерна не був сприйнята в Європі до 1700-х років, коли віялки стали використовуватися під назвою «вітрильне віяло» (англ. sail fan). Віялки з обертовим вентилятором були експортовані в Європу голландськими моряками між 1700 і 1720 рр. Мабуть, вони отримали їх від голландських поселенців в Батавії на Яві, в Голландській Ост-Індії. Шведи імпортували аналогічні зразки з Південного Китаю приблизно в цей же час, а єзуїти доставили кілька штук до Франції з Китаю в 1720 році. До початку вісімнадцятого століття ніяких обертових вентиляторів на Заході не існувало.
У 1737 році Ендрю Роджер, фермер з маєтку Каверс у Роксбургширі, розробив віялку для кукурудзи, названу ним fanner. Її застосування було успішним, і сім'я продавала їх по всій Шотландії протягом багатьох років. Деякі шотландські пресвітеріанські священики побачили в віялці гріх проти Бога, бо вітер був ним створений спеціально, а штучний вітер був зухвалою і нечестивою спробою узурпувати те, що належить одному Богу.

#### США
У штаті Південна Кароліна для провіювання рису будували спеціальні будови на стовпах — так звані «віяльні повітки» (англ. winnowing barns). Зерно висипалося в пророблений у підлозі люк, і під час падіння розвіювалося вітром.

## У культурі
Існував забобон, що забороняв будувати хату на місці току: «бо буде добро так розвіватися, як пашня (тобто зерно) з лопати».
Завдяки тому, що єврейське ім'я Макавей (івр. מַכַּבִּי, маккаббі, у грецькій передачі Μακκαβαίος) нагадувало українське «мак віяти, мак вій», свято Маковія стало асоціюватися з маком.

### У грецькій міфології
Віялка (грец. λίκνον, «лікнон») згадана в обрядах Діоніса і в Елевсинських містеріях. Як зауважила Джейн Еллен Харрісон, «це було просте сільськогосподарське пристосування, яке перейшло в містику в релігії Діоніса».
У поемі «Одіссея» мертвий оракул Тиресій повідомляє Одіссея, що він покине Ітаку з веслом, і буде відсутній, поки мандрівник не повідомить його про віялку, і в тому місці буде побудований храм Посейдону.

### У Новому Завіті
У Євангелії від Матвія (3:12) говориться: «У руці Своїй має Він віячку, і перечистить Свій тік: пшеницю Свою Він збере до засіків, а полову попалить ув огні невгасимім».

## Галерея

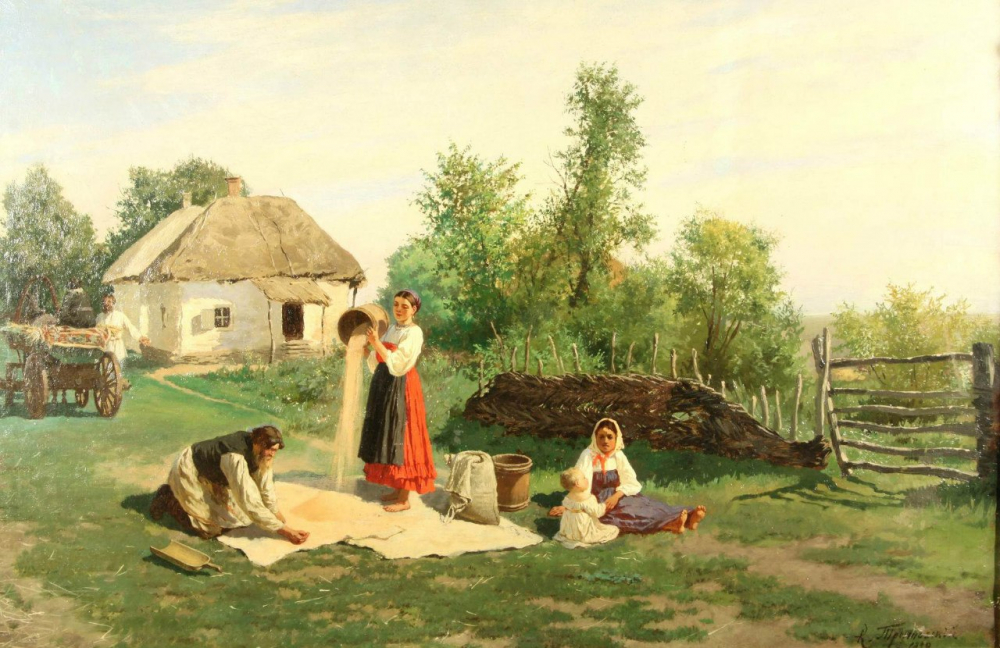
К. О. Трутовський «Літо на селі», до 1893 р.
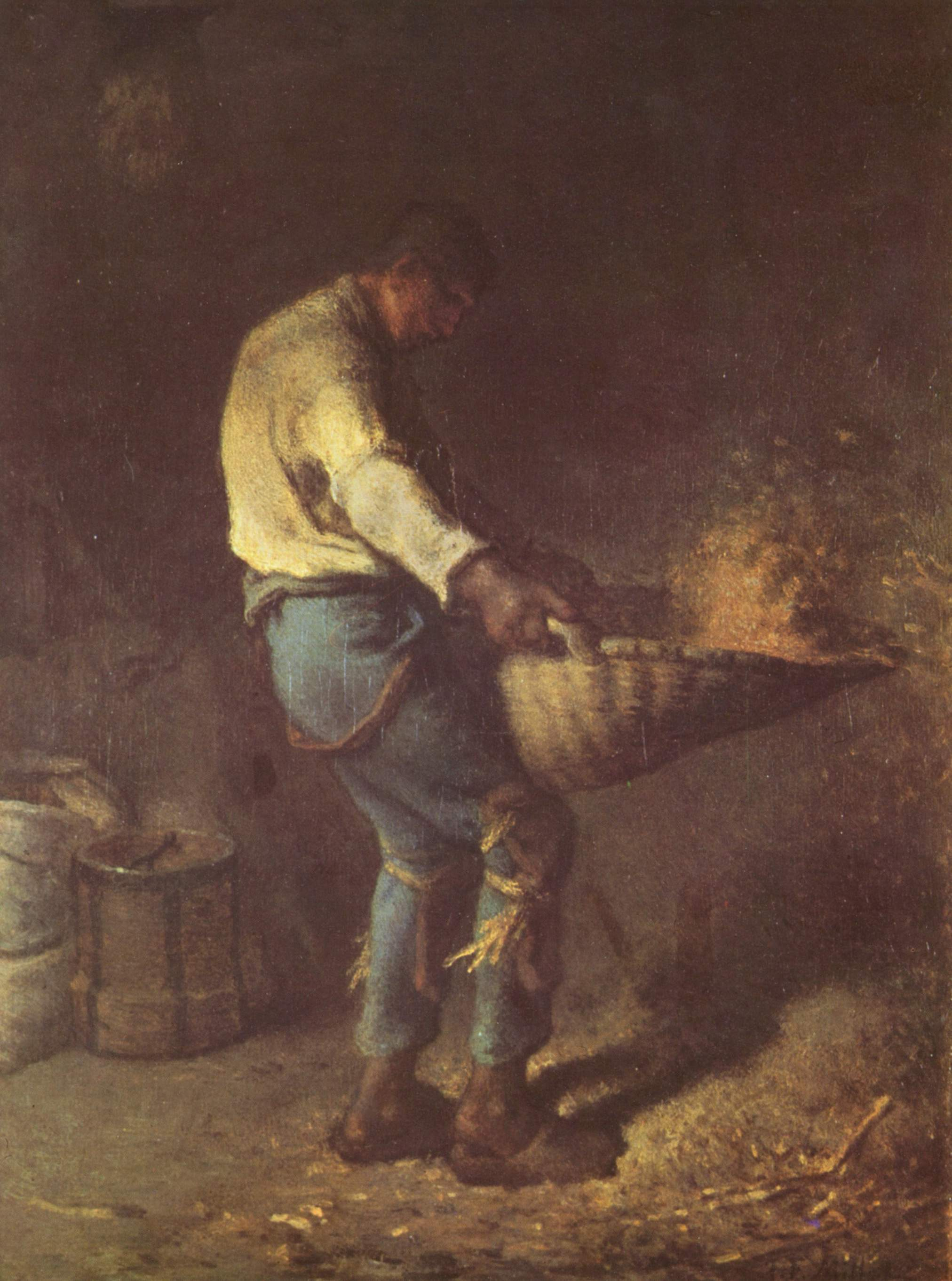
Ж.-Ф. Мілле «Віяльник», 1846-1847 рр.
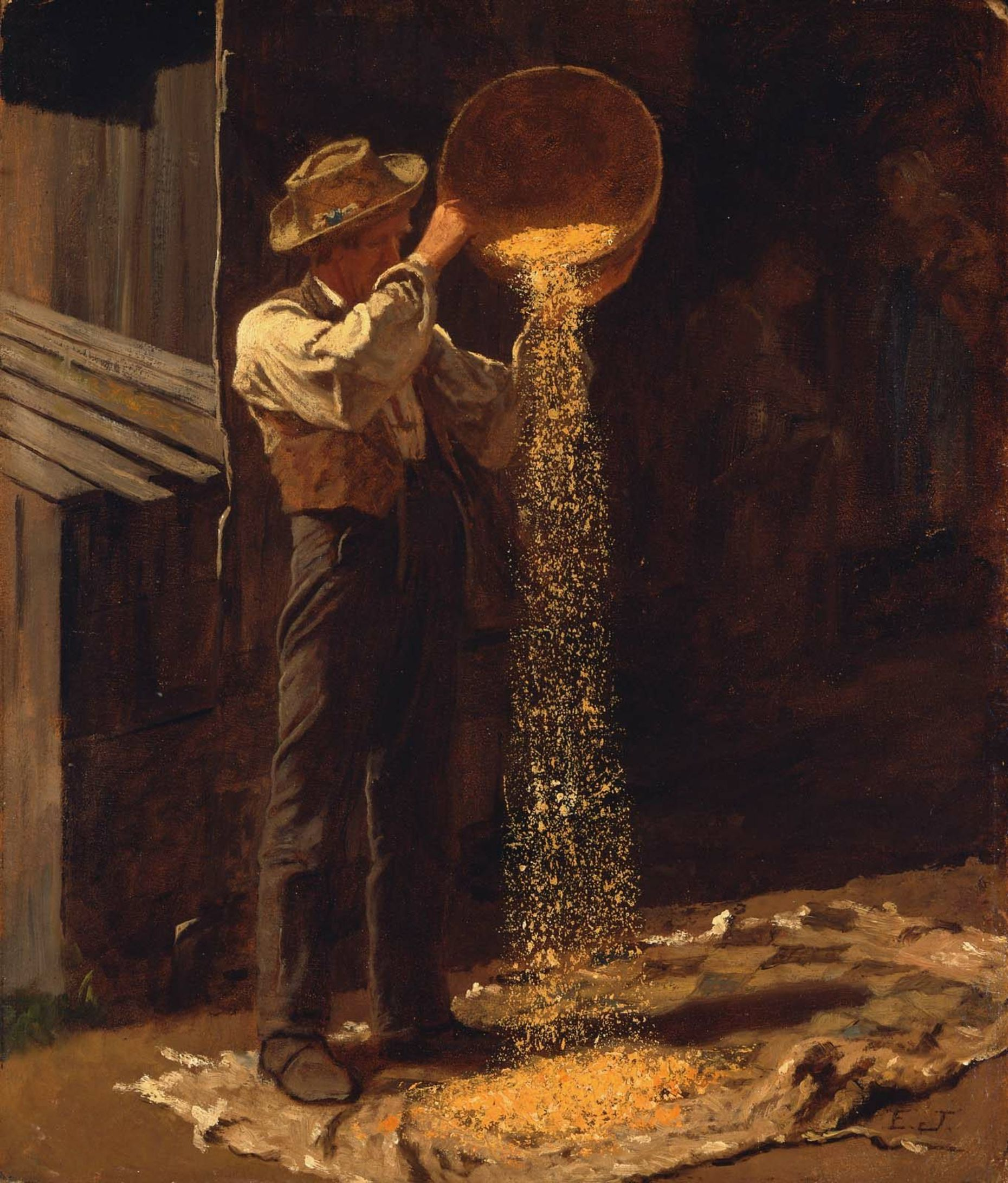
І. Джонсон «Провіювання зерна», між 1873 та 1879 рр.
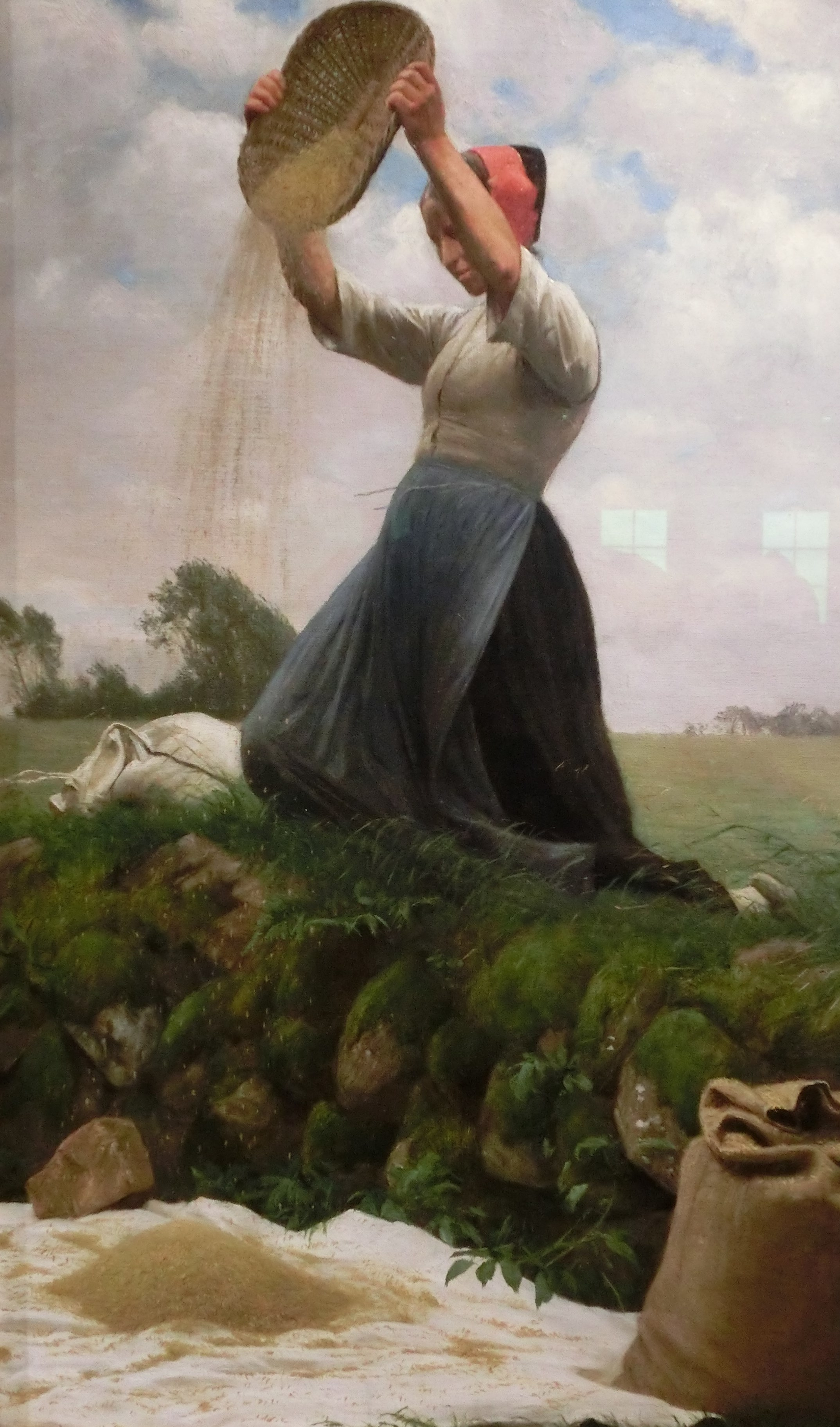
Ганс Оле Брасен «Провіювання», 1883 р.